# Missitrichia nusam
Missitrichia nusam är en nattsländeart som beskrevs av Wells 1991. Missitrichia nusam ingår i släktet Missitrichia och familjen smånattsländor. Inga underarter finns listade i Catalogue of Life.